# Stanton (Gloucestershire)
Pour les articles homonymes, voir Stanton.
Stanton est une paroisse civile et un village du Gloucestershire, en Angleterre.